# جيروم بولينز
جيروم بولينز (من مواليد 7 نوفمبر 1986) هو لاعب كرة قدم ألماني محترف متقاعد لعب كمدافع.

## حياته
ولد بولينز في برلين بألمانيا لأب جزائري وأم ألمانية.

## الحياة الشخصية
بدأ لعب كرة القدم في سن مبكرة. ولديه شقيقان وأخت. لعب أحد إخوته كرة القدم للهواة. بالإضافة إلى تحدثه الألمانية، فهو يتحدث الفرنسية. متزوج من سفينيا.

## الإنجازات
ويسترن سيدني واندررز 
- الدوري الممتاز: 2012–13
- وصيف بطل الدوري الأسترالي: 2012–13، 2013–14

فردي
- فريق الموسم في الدوري الأسترالي: 2012–13

## روابط خارجية
- جيروم بولينز على موقع قاعدة بيانات كرة القدم.إي يو (الإنجليزية)
- جيروم بولينز على موقع بيانات كرة القدم. دي إي (الألمانية)
- جيروم بولينز على موقع Soccerway.com (الإنجليزية)
- جيروم بولينز على موقع عالم كرة القدم.نت (الإنجليزية)